# Сакське озеро
Са́кське о́зеро (крим. Saq gölü) — лиман лагунного типу, або солоне безстічне озеро на Кримській низовині, за 20 км від Євпаторії. Площа 7-10 км², глибина — 0,8-1,5 м, рівень на 1,1 м нижчий від Чорного моря.

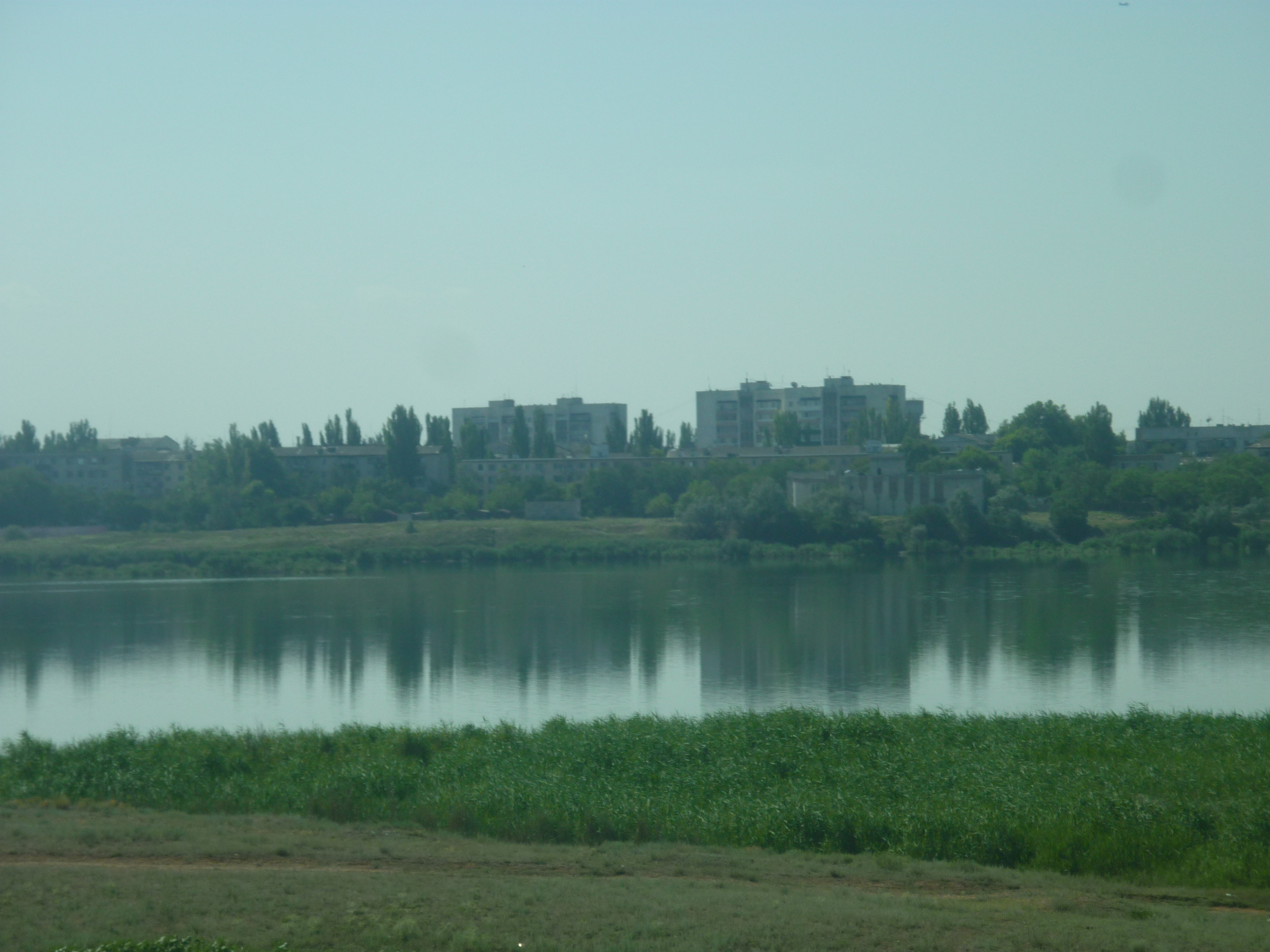
Місто Саки

Сакське озеро (лиман), утворилося завдяки відмежування частини моря широким (до 800 м) пересипом. Сакське озеро штучно поділено на два басейни: східний — лікувальний та західний — промисловий. Воно живиться морською водою через канал. Не замерзає. Дно озера вкрите грубим шаром мінерального мулу, що, як і ропа, має лікувальні властивості. В озері відбувається природне осідання кухонної солі, зрідка — хлористого магнію і глауберової солі. Над озером розташоване місто Саки.